# Sennwald
Sennwald je obec ve švýcarském kantonu St. Gallen. Nachází se na východě kantonu, nedaleko hranic s Lichtenštejnskem. Žije zde přibližně 5 600 obyvatel.

## Geografie
Obec se skládá z vesnic Sennwald, Frümsen a Sax na jihovýchodním úpatí Alpsteinu a z obcí Haag a Salez v údolní nivě Rýna. Sousedními obcemi jsou Buchs, Gams, Wildhaus-Alt St. Johann a Altstätten v kantonu St. Gallen a okres Schwende-Rüte v kantonu Appenzell Innerrhoden. Na Rýně obec sousedí s obcemi Ruggell a Gamprin a s exklávou Eschner Rheinau-Tentscha v Lichtenštejnském knížectví.

## Historie

Sennwald (1964)

Naleziště sekeromlatů ze starší doby bronzové v Salezu pravděpodobně ukazuje na rýnský brod. Sennwald je v listinách zmiňován v roce 820 jako in silvam vocatam Sennius a v roce 1351 jako Sennwalt. Oblast, která byla v raném středověku osídlena Réty, patřila od roku 1193 baronům ze Sax, kteří zde kolem roku 1200 postavili na vyvýšeném místě svůj hrad Forstegg. V roce 1396 získal panství Sennwald od hrabat z Werdenbergu Eberhard von Sax. Během švábské války byl Sennwald v roce 1499 vypálen císařskými vojsky. Všech pět vesnic patřilo v roce 1517 k panství Sax-Forstegg, v letech 1615–1798 ke stejnojmennému hejtmanství města Curychu, v letech 1798–1803 ke kantonu Linth a od roku 1803 ke kantonu St. Gallen jako politická obec; do roku 2003 pak v okrese Werdenberg.
Sennwald byl původně farností po Bendernu. V roce 1422 získal vlastní farnost, stejně jako Salez v roce 1514. V 17. století zde curyšští definitivně prosadili reformaci.
Před rokem 1800 se obyvatelstvo živilo chovem dobytka, ovcí a koní. Důležitá byla také tranzitní doprava se Susten v Salezu a Sennwaldu a rýnské přívozy Salez-Ruggell a Haag-Bendern. Zejména Haag a Salez trpěly v 18. a 19. století povodněmi na Rýně. V letech 1862 až 1883 byla provedena úprava Rýna, v roce 1810 byla postavena silnice z Wildhausu do Haagu a v roce 1823 z Buchsu do Sennwaldu. V roce 1867 byl postaven první rýnský most Haag–Bendern. Od roku 1967 existuje v Haagu a Sennwaldu dálniční spojení. Zemědělství získalo další půdu díky odvodnění řeky Saxerriet v letech 1917–1928 a celkové melioraci v letech 1972–1996. V roce 1925 se zde usídlil trestní ústav Saxerriet a v roce 1977 kantonální zemědělská škola Rheinhof. Projekt ropné rafinerie v Sennwaldu se neuskutečnil. V roce 1971 byla v obci vybudována první švýcarská geologická turistická stezka. Jednostranné zaměření na textilní průmysl v letech 1880–1970 nahradily různé průmyslové podniky s vyspělou technologií. V Sennwaldu sídlí společnost Pyropac AG, největší výrobce topných systémů ve Švýcarsku, která byla v roce 2011 jedním z největších zaměstnavatelů v údolí Rýna u St. Gallenu. V roce 2005 bylo v obci napočítáno 2895 pracovních míst, z nichž přibližně 57 % připadalo na druhý sektor hospodářství.

## Obyvatelstvo

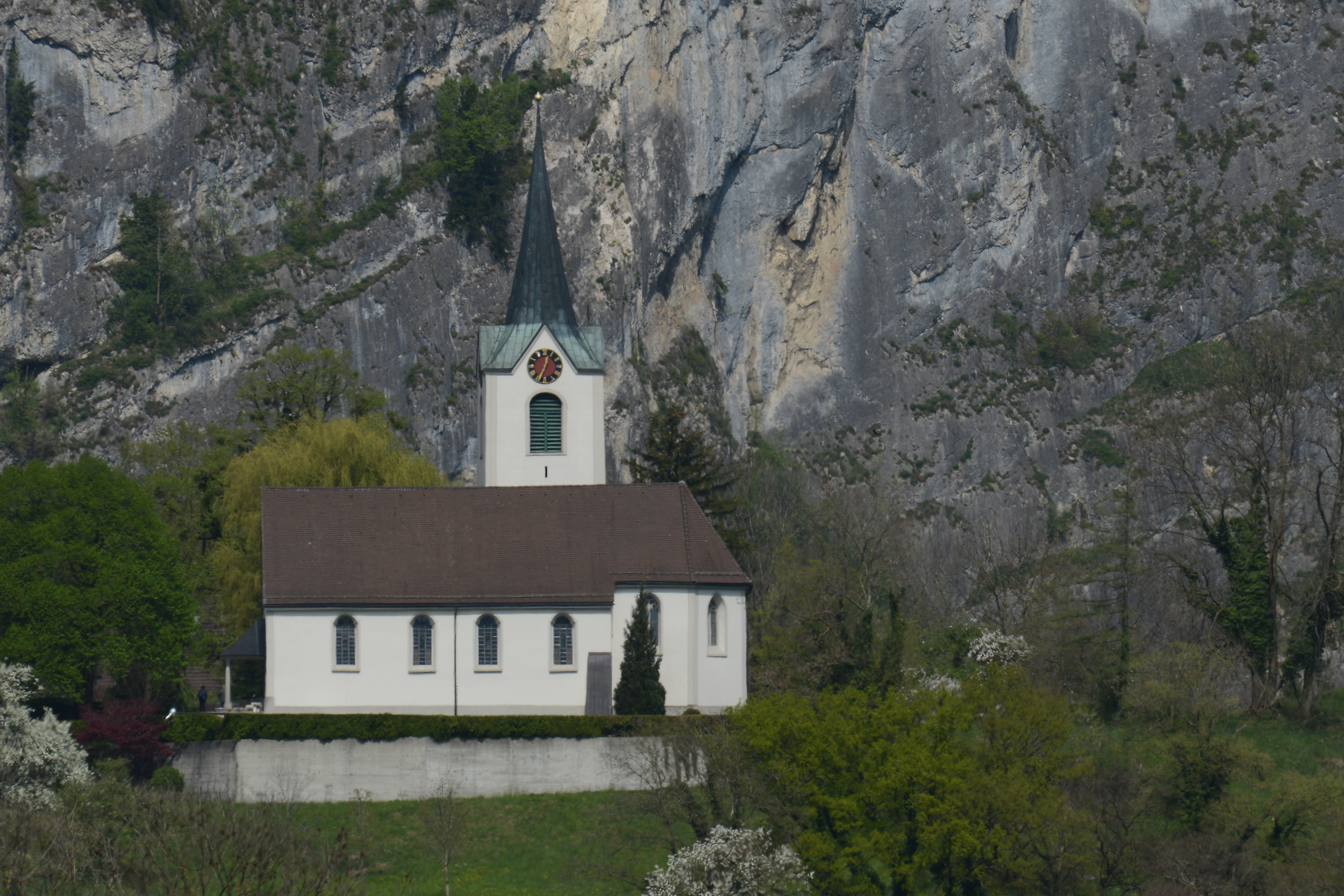
Reformovaný kostel v obci

| Rok            | 1850 | 1900 | 1950 | 2000 | 2010 | 2019 |
| Počet obyvatel | 2877 | 2816 | 2965 | 4484 | 4845 | 5665 |

## Osobnosti
- Anna Göldi (1734–1782), poslední v Evropě popravená čarodějnice
- Hans Boesch (1926–2003), švýcarský spisovatel